# Agelasta catenata
Agelasta catenata es una especie de escarabajo longicornio del género Agelasta, categorizada en la tribu Mesosini, de la subfamilia Lamiinae. Fue descrita por Pascoe en 1862.

## Descripción
Mide 10-20 mm de longitud.

## Distribución
Se distribuye por Camboya, Laos y Vietnam.